# كاميتا
كاميتا هي بلدية في البرازيل، تتبع بارا، بلغ عدد سكانها 132٫515 نسمة، في 2016، تبلغ مساحتها 3٬081٫360 كيلومتر مربع، رمزها البريدي هو 68400-000.

## الموقع
تشترك في الحدود مع:
- Limoeiro do Ajuru [الإنجليزية]‏.